# Josh Bazell
Joshua Arneas Bazell (* 1970) ist ein US-amerikanischer Arzt und Kriminalautor.

## Leben
Bazell schloss mit einem Bachelorexamen seine Studien in Englischer Literatur an der Brown University ab. Seine Studien mit dem Ziel der Promotion zum PhD in Englischer Literatur schloss er an der Duke University in Durham (North Carolina) ab. Im Anschluss bewarb er sich für ein Medizinstudium an der Columbia University in New York. Das Studium nahm er erst nach einer sechsjährigen Pause auf (während er – um Geld zu verdienen – als Drehbuchautor tätig war) und legte sein Staatsexamen als Medical Doctor ab. Sein ärztliches Praktikum absolvierte er an der University of California.

## Auszeichnungen
- 2011: Deutscher Krimi Preis – International 2. Platz für Schneller als der Tod
- 2011: Krimi des Jahres 2010 (Platz 6) in der KrimiWelt-Bestenliste für Schneller als der Tod

## Werke
- 2009: Beat the Reaper. Little, Brown & Co, New York City, ISBN 978-0-316032223. 
  - Schneller als der Tod. Deutsch von Malte Krutzsch. S. Fischer, Frankfurt am Main 2010, ISBN 978-3-10-003912-5.[2]
- 2012: Wild Thing. Little, Brown & Co, New York City, ISBN 978-0-316032193.
  - Einmal durch die Hölle und zurück. Deutsch von Thomas Gunkel und Malte Krutzsch. S. Fischer, Frankfurt am Main 2011, ISBN 978-3-10-003913-2.